# چرخ زنجیر

چرخ‌زنجیر و زنجیر روی آن

چرخ زنجیر (به انگلیسی: sprocket) چرخی دندانه‌دار است که بر روی آن انواع شبکه‌ای از زنجیر یا چرخ ممتدها قرار دارند. به هر چرخی که با مکانیزم زنجیر روی آن همراه باشد چرخ زنجیر گویند.
چرخ زنجیرها به‌گونه گسترده در انواع دوچرخه، موتورسیکلت و خودرو و دیگر ماشین‌هایی که برای انتقال حرکت چرخش به دور محور ثابت میان دو یا چند شفت چرخان استفاده می‌شوند. از تسمه تایم‌ها برای انتقال قدرت در چرخ زنجیرها نیز استفاده می‌شود.